# Festival de Cinema de Vitória
O Festival de Cinema de Vitória - antigo Vitória Cine Vídeo é um festival de cinema brasileiro e música que ocorre anualmente em Vitória (Espírito Santo). O evento é considerado o principal festival de cinema do estado do Espírito Santo e é organizado pela Galpão Produções e pelo Instituto Brasil de Cultura e Arte, com o apoio da Secretaria do Audiovisual do Ministério da Cultura. O festival é marcado por homenagens a personalidades do cinema nacional e do cinema capixaba, concurso de roteiros, lançamento de longas-metragens, 12 mostras de cinema competitiva, oficinas, lançamento de livros, revistas e DVDs, shows nacionais, locais e internacionais além de debates e encontros com pesquisadores de cinema, realizadores e o público.

## História
O Festival Vitória Cine Vídeo teve sua primeira edição em 1994 e até 1996, o festival realizou mostras temáticas de produções cinematográficas brasileiras, africanas e sul-americanas. A partir de 1997, o Festival passou a promover mostras competitivas nacionais de vídeos, curtas e médias.

## Premiação
O principal prêmio atribuído no evento é o Troféu Marlim Azul, em suas diversas categorias de premiação. Outros prêmios incluem o Troféu Corsário e o Troféu Marlene, para filmes da Mostra Quatro Estações.

## Mostras
- Mostra Competitiva Nacional de Curtas
- Mostra Competitiva Nacional de Longas
- Mostra Foco Capixaba
- Mostra Corsária - filmes alternativos
- Mostra Quatro Estações - filmes de temática LGBT
- Festivalzinho de Cinema - voltado para o público infanto-juvenil